# David di Donatello 1994
La 39a edició dels premis David di Donatello, concedits per l'Acadèmia del Cinema Italià va tenir lloc el 18 de juny de 1994 al Capitoli de Roma.

## Guanyadors

### Millor pel·lícula
- Caro diario, dirigida per Nanni Moretti
- Per amore, solo per amore, dirigida per Giovanni Veronesi
- Perdiamoci di vista, dirigida per Carlo Verdone

### Millor director
- Carlo Verdone - Perdiamoci di vista
- Nanni Moretti - Caro diario
- Pasquale Pozzessere - Padre e figlio

### Millor director novell
- Simona Izzo - Maniaci sentimentali (ex aequo)
- Francesco Ranieri Martinotti - Abissinia (ex aequo)
- Leone Pompucci - Mille bolle blu (ex aequo)

### Millor argument
- Ugo Chiti i Giovanni Veronesi - Per amore, solo per amore
- Francesca Marciano i Carlo Verdone - Perdiamoci di vista
- Nanni Moretti - Caro diario

### Millor productor
- Aurelio De Laurentiis - Per amore, solo per amore
- Angelo Barbagallo i Nanni Moretti - Caro diario
- Giovanni Di Clemente - Giovanni Falcone

### Millor actriu
- Asia Argento - Perdiamoci di vista
- Chiara Caselli - Dove siete? Io sono qui
- Barbara De Rossi - Maniaci sentimentali

### Millor actor
- Giulio Scarpati - Il giudice ragazzino
- Diego Abatantuono - Per amore, solo per amore
- Nanni Moretti - Caro diario
- Silvio Orlando - Sud

### Millor actriu no protagonista
- Monica Scattini - Maniaci sentimentali
- Regina Bianchi - Il giudice ragazzino
- Stefania Sandrelli - Per amore, solo per amore

### Millor actor no protagonista
- Alessandro Haber - Per amore, solo per amore
- Giancarlo Giannini - Giovanni Falcone
- Leopoldo Trieste - Il giudice ragazzino

### Millor músic
- Nicola Piovani - Caro diario
- Federico De Robertis - Sud
- Nicola Piovani - Per amore, solo per amore

### Millor fotografia
- Bruno Cascio - Padre e figlio (ex aequo)
- Dante Spinotti - Il segreto del bosco vecchio (ex aequo)
- Luca Bigazzi - Un'anima divisa in due
- Giuseppe Lanci - Caro diario

### Millor escenografia
- Antonello Geleng - Dellamorte Dellamore
- Giantito Burchiellaro - Storia di una capinera
- Enrico Fiorentini - Per amore, solo per amore

### Millor vestuari
- Piero Tosi - Storia di una capinera
- Maurizio Millenotti - Il segreto del Bosco Vecchio
- Gabriella Pescucci - Per amore, solo per amore

### Millor muntatge
- Carlo Valerio - Padre e figlio
- Nino Baragli - Per amore, solo per amore
- Marco Garrone - Caro diario

### Millor enginyer de so directe
- Tullio Morganti - Sud
- Benito Alchimede - Perdiamoci di vista
- Franco Borni - Caro diario

### Millor actriu estrangera
- Emma Thompson - El que queda del dia (The Remains of the Day)
- Holly Hunter - El piano (The Piano)
- Michelle Pfeiffer - L'edat de la innocència (The Age of Innocence)

### Millor actor estranger
- Anthony Hopkins - El que queda del dia (The Remains of the Day)
- Daniel Day-Lewis - En el nom del pare (In the Name of the Father)
- Al Pacino - Atrapat pel passat

### Millor pel·lícula estrangera
- En el nom del pare (In the Name of the Father), dirigida per Jim Sheridan
- El que queda del dia (The Remains of the Day), dirigida per James Ivory
- La llista de Schindler, dirigida per Steven Spielberg

### David Luchino Visconti
- Manoel de Oliveira

### David especial
- Alberto Sordi, premi a la carrera
- Stefano Dionisi, per la seva interpretación en l'àmbit del cinema jovenil italià
- Alberto Lattuada, per una carrera cinematogràfica de particular prestigi